# Paralimosina undulata
Paralimosina undulata är en tvåvingeart som beskrevs av Hayashi 2008. Paralimosina undulata ingår i släktet Paralimosina och familjen hoppflugor.
Artens utbredningsområde är Thailand. Inga underarter finns listade i Catalogue of Life.